# Udo Raumann
Udo Raumann (Düren, 1 de mayo de 1969) es un deportista alemán que compitió en piragüismo en la modalidad de eslalon. Ganó una medalla de bronce en el Campeonato Mundial de Piragüismo en Eslalon de 1995, y una medalla de oro en el Campeonato Europeo de Piragüismo en Eslalon de 1996.

## Palmarés internacional
| Campeonato Mundial | Campeonato Mundial       | Campeonato Mundial | Campeonato Mundial |
| Año                | Lugar                    | Medalla            | Competición        |
| ------------------ | ------------------------ | ------------------ | ------------------ |
| 1995               | Nottingham (Reino Unido) | Medalla de bronce  | C2 por equipos     |
| Campeonato Europeo |                          |                    |                    |
| Año                | Lugar                    | Medalla            | Competición        |
| 1996               | Augsburgo (Alemania)     | Medalla de oro     | C2 por equipos     |